# Jüdischer Friedhof (Lindheim)
Der Jüdische Friedhof in Lindheim, in der Gemeinde Altenstadt im hessischen Wetteraukreis, liegt rechts der Straße nach Heegheim etwa 300 m nördlich an einem Feldweg.
Der Friedhof ist in den Jahren 1901–1902 angelegt worden, nachdem die Toten der jüdischen Gemeinde Lindheim zunächst in Hainchen beigesetzt wurden. Der dortige jüdische Friedhof war im Jahr 1901 jedoch nahezu voll belegt und man beschloss einen eigenständigen Friedhof für die jüdische Gemeinde in Lindheim anzulegen. Er besteht aus einer längsorientierten Anlage, welche ehemals mit einer Kunststeineinfriedung abgegrenzt wurde. Die 13 erhaltenen Grabsteine aus Sandstein wurden im Zeitraum von 1904 bis 1936 regelmäßig aufgereiht.
Die Friedhofsfläche umfasst 4,93 ar und ist im Denkmalverzeichnis vom Landesamt für Denkmalpflege Hessen als Kulturdenkmal aus geschichtlichen Gründen ausgewiesen.